# Mutsumi Tamabayashi
Mutsumi Tamabayashi (japanisch 玉林 睦実 Tamabayashi Mutsumi; * 12. Oktober 1984 in der Präfektur Ehime) ist ein japanischer Fußballspieler.

## Karriere
Tamabayashi erlernte das Fußballspielen in der Universitätsmannschaft Kibi International University Charme. Seinen ersten Vertrag unterschrieb er 2007 bei Fagiano Okayama. Am Ende der Saison 2008 stieg der Verein in die J2 League auf. 2010 wechselte er zum Drittligisten Matsumoto Yamaga FC. Am Ende der Saison 2011 stieg der Verein in die J2 League auf. 2015 wechselte er zum Ligakonkurrenten Ehime FC. Für den Verein absolvierte er 108 Ligaspiele.